# アイ・アム I am.
『アイ・アム I am.』は、菅浩江による日本のSF小説。文庫書下ろし。

## ストーリー（映画）
彼女の名前はミキ、病院の研究室で瑞恵によって創られた高度な人工知能を持つ介護ロボット。ほどなくして病院で体の不自由な患者たちの介護に携わる。以前別の介護ロボットのジローが暴走した影響で、患者や介護士の間でもミキへの評価が分かれる。先輩介護士の裕子は好意的にミキに接するが、羽月はロボットのミキを信用していない。病院では医療器具を繋がれた患者の光一郎や手足が不自由な小学生のまさる、車いすの川尻など様々な患者が入院生活を送る。ミキは仕事を通じて新しい知識を覚えながら、本当の自分を探してゆく。
そんなある日ミキの顔に偶然水がかかり、自分の記憶回路に断片的な映像と誰かの声を感じる。自身の過去に関する映像かも知れないと思ったミキは、ロボットとして生まれる前の存在が気になりだす。また、介護する患者たちの心に秘めた思いを知り、生と死について悩み始める。瑞恵に相談すると「今を精一杯生きること」と言われるが、ロボットのミキにはいまいち理解できない。様々な悩みを抱えたまま患者の入浴介助を行ったミキは、誤って浴槽に倒れてしまいショートする。
瑞恵の処置によって何とか元に戻るが、以前より人間っぽい振る舞いが感じられるようになったミキ。そんな中、ミキはまさるが「ジローは猿の頭脳を元に造られたらしいよ」と言ったのを耳にする。瑞恵の夫・一信にその話を確かめるとジローの実態はチンパンジーだと認め、自分も同類かと思ったミキは唖然とする。しかし後日、ミキの前に偶然現れた知人に久々の再会を喜ばれるが、ミキは覚えていない。真実を知りたいミキは、瑞恵からミキのシステムは、瑞恵と一信の亡くなった娘・美希のものだと告げられる。
（※オリジナル小説と映画版は、設定の一部を同じくするだけで、大きく異なる）

## 映画
石侍露堂監督により2008年に製作された。2010年1月23日より「シアター・イメージフォーラム」において公開された。

### キャスト
ミキ（江成美希）
演 - 水川あさみ
人工知能の介護ロボット。普通の人間と見間違うほど精巧に作られている。介護作業自体は問題なく行えるが、無表情・無感情なため常に冷静だが愛想がない。頑丈で力持ちで、頭脳には患者のデータがインプットされていて急変にもすぐに対応できる。濡れると修理が必要になるため水が苦手。
江成一信
演 - 長谷川初範
美希の父親。医師。瑞恵と共に病院を運営する。哲学書を愛読しており、ミキに聞かせてあげることもある。穏やかな性格で花を愛する。ミキに優しく接するが、瑞恵がミキの存在に固執していることに苦言を呈する。
江成瑞恵
演 - 酒井和歌子
美希の母親。医師・ロボット研究者。介護ロボットのミキを造った人物。美希を亡くした悲しみが忘れられず、そっくりなロボットとして蘇らせる。ロボットのミキは日によって疲れたりちょっとした不具合が出るため、その都度研究室で処置を施す。

#### 介護士たち
樋野裕子（ゆうこ）
演 - 佳村さちか
ミキの先輩介護士。冒頭事故に遭いそうになるがミキに助けられ、ミキを命の恩人と感じる。ただし介護の仕事で全てを機械任せにすることには否定的である。屈託のない朗らかな性格。ミキに命の重さを教える。
羽月和
演 - 菜葉菜
ミキの先輩介護士。以前まさると一緒にいた時に介護ロボットのジローが暴走したため、同じような存在のミキに冷たい態度を取る。担当するまさるのことをいつも気にかけており、時に冗談も言う性格。
永田浩司
演 - 泉谷しげる
ベテランの介護士。ベテランだが、仕事にややルーズな所があるおちゃらけた性格の人。ムードメーカーで後輩介護士たちから慕われている。ミキに対して好意的に接する。

#### 主な患者
川尻周
演 - 柏原収史
車いすの患者。元プロのサッカー選手で、サッカー好きの若い患者には知られた存在。江成美希を知る人物。ロボットのミキが美希と関係あるのか、真実を聞くのが怖くて尋ねられない。脚の手術を控える身だが、成功するかわからないため不安に思う。
田辺光一郎
演 - 村田雄浩
首から下が全く動かない患者。元々は作中の病院の医者だったことから、患者になってからも「先生」と呼ばれる。趣味は読書(空中ディスプレイの映像で作品を読む)と空を見ること。自身を「機械の体」と比喩しておりミキに親近感を抱く。
まさる
10歳の少年。小学生だが、病気のせいでほとんど学校に通えていない状態。具体的な病名は不明だが、両手足に補助器具をつけないと一人で歩くことができない。

#### その他の患者
中年の女性患者
演 - 川上麻衣子
ミキが初めて担当した患者。ロボットのミキに介護されるのを少々不安に思っている。
歌う患者
演 - 奥村公延
『ドレミの歌』の歌がお気に入り。会話が不自由らしく言葉をほとんど話さない。
エッチな患者
演 - 上田耕一
会う前はミキに否定的なことを言っているが、実際に会った時に胸を触ってニヤつく。
若い男性患者
いつもスマホらしきもので動画を見ている。プロサッカー選手だった川尻のファン。

#### その他
まさるの母
演 - 広田レオナ
息子のまさるに愛情を注ぐ。難しい病気を抱え、一般的な子供と同じような生活が送れないまさるに何もしてあげられないもどかしさを感じる。
刑事
演 - 久保田芳之
病院である事件が起こり調べに来る。
急病人の男
演 - 佐野実
車を運転中に気分が悪くなり、病院に向かうが意識が混濁して暴走してしまう。

### スタッフ
- 監督：石侍露堂
- 製作総指揮：村上匡宏
- 製作：丸目卓也、浅野博貴
- 脚本：門馬隆司、石侍露堂
- アソシエイト・プロデューサー：佐々木昭雄、宇野直美
- ライン・プロデューサー：小村幸司
- 撮影監督：安田光
- 編集：大永昌弘
- VFXスーパーバイザー：上村竹哉
- 美術：柳澤ひろ子
- 録音：畑幸太郎
- 助監督：小林大策
- 制作担当：斎藤健志
- 装飾：水原玲子、前田好晴、橘和美
- 造形：清家悟、小西修、小川淳一、山本和弘
- 大道具：石川佳和、高石祐
- 仕掛け：渡部欣修、坂田文啓、石川あゆみ
- 衣装：奥瀬麻美、渡辺芙美
- ヘアメイク：宗村幸絵、佐々木愛
- 記録：恒見聖子
- スチール：堀口宏明
- テーマ・エンディング曲：レイ・ハラカミ
- 挿入歌：佳村さちか
- 音楽：中村彩子
- 音楽プロデューサー：米村武
- サウンド・マニピュレーター：向山千晴
- 演奏：合田桃子、越川歩、矢野小百合、菊地幹代、土田寿彦、松浦健太郎、田中志都
- 音響効果：倉橋静男